# Münsterlingen
Münsterlingen es una comuna suiza del cantón de Turgovia, situada en el distrito de Kreuzlingen a orillas del lago de Constanza. Limita al norte con las comunas de Constanza (DE-BW) y Meersburg (DE-BW), al noreste con Stetten (DE-BW) y Hagnau am Bodensee (DE-BW), al sureste con Altnau, al sur con Langrickenbach, y al oeste con Lengwil y Bottighofen.
El 21 de diciembre de 2014 falleció en la localidad, a los ochenta años de edad y a consecuencia de una insuficiencia cardiaca, Udo Jürgens, cantante austriaco ganador del Festival de la canción de Eurovisión 1966 con la canción "Merci chérie" .

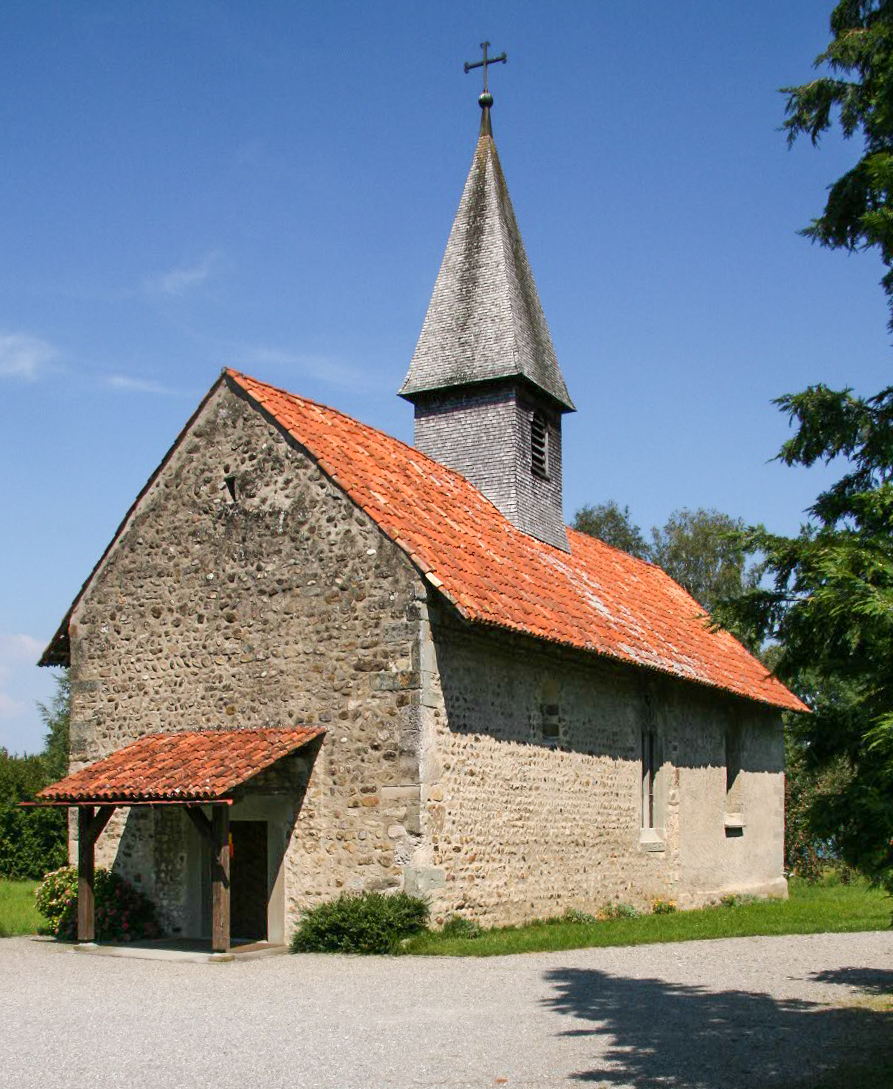
Capilla de Münsterlingen.